# 冬瓜
冬瓜（学名：Benincasa pruriens），又稱東瓜、白瓜、黃楷崧、白東瓜皮、白冬瓜、白瓜皮、白瓜子、地芝，属葫芦目葫芦科，是冬瓜属的唯一物种。是一年生蔓性草本植物。冬瓜原生於南亚及東南亞，後擴展至中国南部等亞洲地區，现在東亚和南亚地区广泛有栽培。

## 物產志
冬瓜的種植最早在中國大陸及東印度，分布于亞洲的熱帶、亞熱帶及溫帶地區。中國從秦漢時的《神農本草經》就有栽培記載，西元三世紀初張揖撰《廣雅•釋草》也有冬瓜的記載。《齊民要術》中記述了冬瓜的栽培及醬漬方法。日本在九世紀已有記錄。印度十六世紀有冬瓜記載。歐洲於十六世紀開始栽培。臺灣於十七世紀地方志已有栽種記載。美國於十九世紀由法國傳入。非洲於二十世紀七十年代以後由中國傳入。至二十一世紀冬瓜栽培仍以中國大陸、東南亞和印度等地為主。

## 形态
冬瓜茎上有茸毛；叶子稍圆掌状浅裂，表面有毛；黄色花；圆形、扁圆或长圆形果实，大小因品种而不同，可以数斤到数十斤；冬瓜皮为绿色，多数品种成熟的果实有白粉，厚并且疏松多汁白色果肉，味淡；白色扁平种子，有些具狭翼状边缘。公冬瓜的果實中間的空間較緊密，母的則比較鬆散。

## 习性
冬瓜的名稱是因為瓜熟之際，表面上有一層白粉狀的東西，就像冬天的白霜，因此，冬瓜又稱白瓜。冬瓜虽然性喜温暖和濕潤的氣候，但亦可像笋瓜（winter squash）一樣過冬。冬瓜有一定抗旱能力。晚春播种，夏秋采收。
另有說法，冬瓜之名由來，是由於其保存期長，不切開可以保存至冬天而得名。

## 用途
冬瓜一般可以貯存十二個月之久。果實可生吃、炒吃或做湯。
其果實可製成糖冬瓜，是把果實去皮，切條狀，焯熟，壓除水分，再用白糖醃製曬乾製成的蜜餞。除了當成糖果直接吃外，還會用於中藥利口、廣式老火湯的甜味增添、還是月餅和鳳梨酥的原料。
台灣有冬瓜茶，是把果實去皮，切條狀，再加入砂糖、水、黑糖熬煮數小時的湯汁。
它的果實作蔬菜食用。未成熟的冬瓜果實表面有毛，因而稱爲毛瓜。果實成熟時表皮變得具有蠟質，因而利于久存。
除果實外，冬瓜的嫰芽、捲鬚和葉皆可作爲葉菜食用。

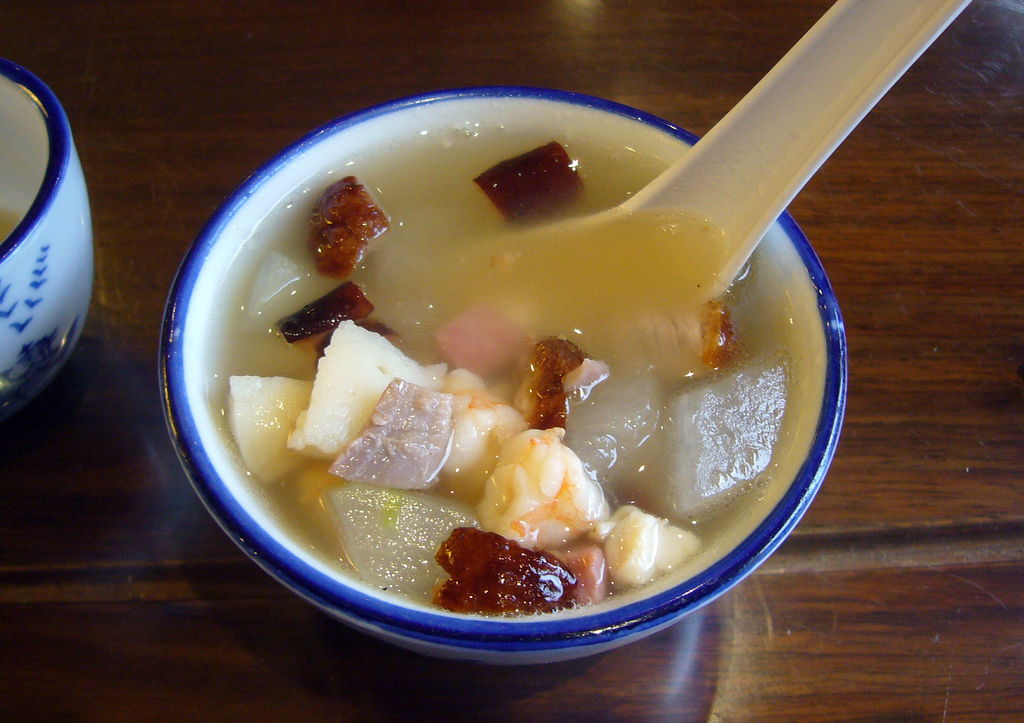
冬瓜汤

冬瓜子（又名白瓜子、冬瓜仁、瓜子、瓜瓣、瓜犀）是冬瓜的种子，可入药，有清肺化痰的功效，具有免疫促进作用，但性微寒，因此脾胃虚寒者禁用。
据《本草綱目》記載，冬瓜可治療消渴不止、浮腫喘滿、痔瘡腫痛、熱毒、痱子。
由於冬瓜具有甘淡消暑、清熱利尿的作用，適合夏天食用，在香港常把瓜囊挖走，保留瓜肉及外皮作為容器，加入夜香花等食材，燉煮成為粵菜中的夏日時令菜式冬瓜盅。
另外，冬瓜有一變種，稱為節瓜，亦稱毛瓜，外形與未成熟的冬瓜相似。

## 其他
1. 台灣早期的結婚辦桌也會使用冬瓜盅，為冬瓜火鍋 ，當作鍋具，宴請喜客。[9]
2. 冬瓜可以當作食品原料，冬瓜果肉加糖熬煮可以做成台灣冬瓜茶的飲料與冬瓜糕餅餡料的台灣冬瓜鳳梨酥。 [10]
3. 冬瓜的果實作蔬菜食用。冬天或夏天，甚至一年四季都可以入菜，或做成日式關東煮的食材，更可以將冬瓜切成冬瓜塊，當作湯底食材與火鍋食材。[11]
4. 冬瓜有「好年冬」與甜蜜蜜的含意所以冬瓜糖條常出現在台灣結婚喜慶的喜糖與喜餅中，帶有吉利興旺之意。[12]
5. 台灣客家菜醃漬，名為鹹冬瓜（醃醬冬瓜）或稱醬冬瓜或冬瓜封。[13]
6. 台灣冬瓜產地，全年各地有生產:1.宜蘭：羅東、頭城、五結、三星、礁溪、員山、冬山2.花蓮：鳳林、玉里、新城、吉安、萬榮、卓溪、光復、富里3.台東：關山、長演、鹿野、池上4.桃園：八德、龍潭、新屋、楊梅。5.新竹、6苗栗、7.台中:大甲、霧峰、外埔、后里、大安、清水、烏日。8.彰化:北斗、二林鎮、埤頭鄉、溪州鄉及竹塘鄉、芳苑鄉。9.雲林、10.嘉義。11.台南:善化、後壁、歸仁、下營與六甲。12.高雄:甲仙、六龜、梓官、彌陀、杉林、橋頭、大寮。13.屏東等等縣市依季節不同生產之產季。[14][15]
7. 在台灣地區的離島澎湖縣，很早以前澎湖所食用的中秋月餅正是冬瓜糕。彰化縣鹿港鎮也有這項傳統食品，利用蔗糖、麵粉、麥芽、蔬菜冬瓜、植物油所製成傳統的食品。 [16]

## 延伸阅读
[在维基数据编辑]
 《植物名實圖考·冬瓜》，出自吳其濬《植物名實圖考》

## 外部連結
- 中国数字植物标本馆中的相关内容：冬瓜
- 冬瓜 Donggua （页面存档备份，存于） 藥用植物圖像數據庫 (香港浸會大學中醫藥學院) （中文）（英文）